# Dalmose
Dalmose is een plaats in de Deense regio Seeland, gemeente Slagelse. De plaats telt 985 inwoners (2008).